# Place du Concert
La place du Concert est une place de Lille, dans le Nord, en France.

## Situation et accès
Il s'agit de l'une des places du quartier du Vieux-Lille.
La place du Concert est desservie par la rue de la Collégiale et la rue de la Monnaie.

## Origine du nom
Elle est ainsi nommée en raison de la présence de la salle de concert du conservatoire.

## Historique
La place a été ouverte sous le nom de place du cloître Saint-Pierre  à l'emplacement de l'enclos des chanoines de la collégiale Saint-Pierre dont les bâtiments canoniaux endommagés lors du siège de 1792 avec la collégiale avaient été détruits à partir de 1794 et renommée place du Concert en 1803.
La maison du prévôt, le cloître des chanoines de la collégiale Saint-Pierre, la maison du prévôt établie en 1217 sur leurs anciens réfectoire et dortoir, la maison des clercs construite au XIIIe siècle à l'emplacement d'un ancien hôpital  étaient situés entre la place du Concert et l'avenue du Peuple-Belge (ancien port de la Basse Deûle).
La place était bordée au nord par une usine fondée par l'industriel Philibert Vrau. Ce bâtiment a été demoli vers 2000 et remplacé par des immeubles d'habitation.
En 1995, une fouille archéologique est effectuée au 12 de la place du Concert d'une cave construite au début du XIIe siècle sous ce réfectoire devenu en 1217 la maison prévôtale. Cette fouille de l'ancien cellier des chanoines qui communiquait par un couloir avec le rivage de la Basse Deûle a mis au jour des éléments (tessons) datant du XIe siècle, époque des origines de la ville.

## Bâtiments remarquables et lieux de mémoire
- Le Monument au maire André, 1908, de Jules Déchin[2]

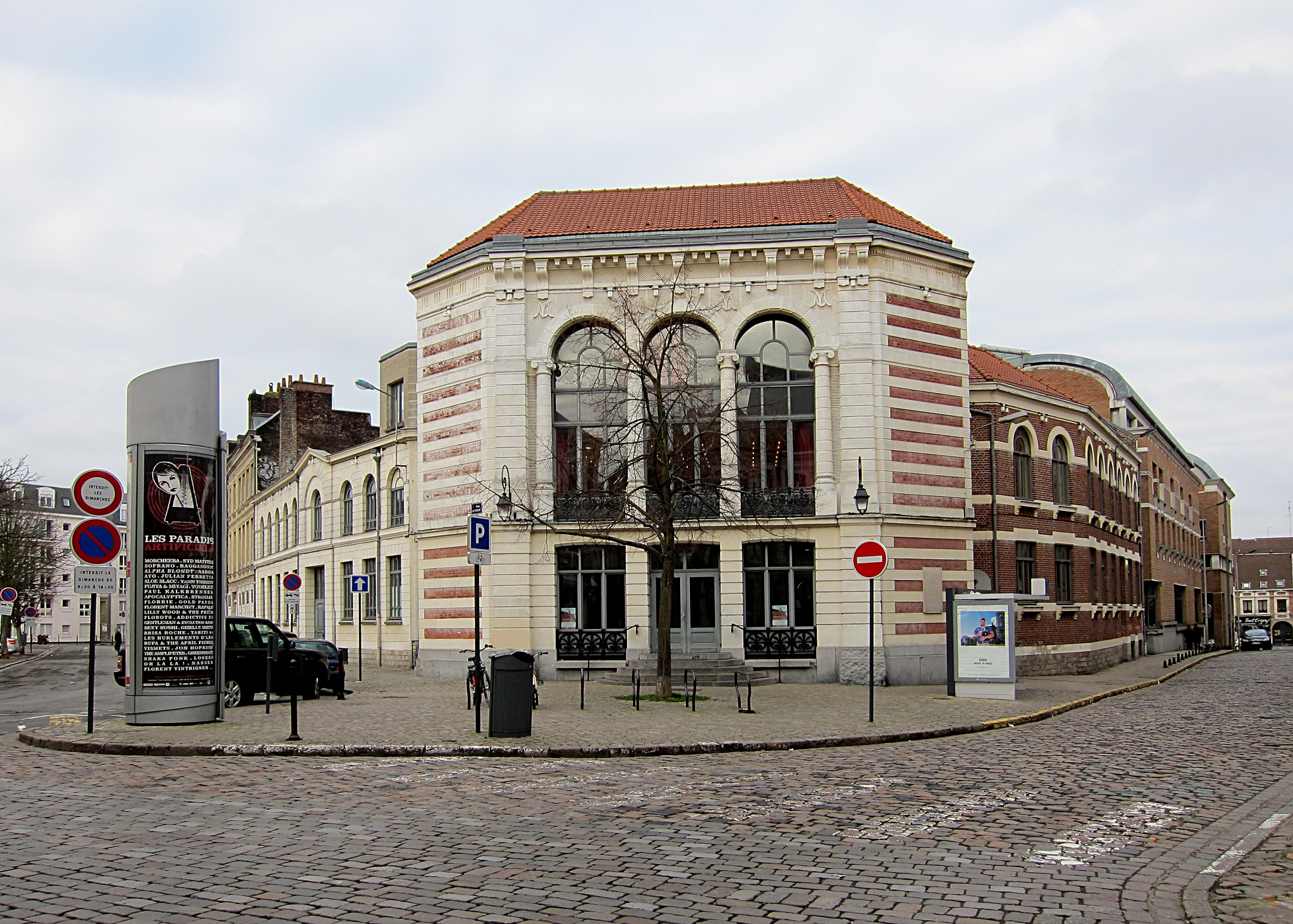
Conservatoire à rayonnement régional de Lille.

- Les bâtiments de l'académie de musique de Lille, fondée en 1803, construits en 1808 par l'architecte lillois Benjamin Joseph Dewarlez abritent le conservatoire de Lille, conservatoire à rayonnement régional  depuis 2006. L’aile droite de l'immeuble donne sur Rue Alphonse Colas (le siège)[3], l'aile gauche s'étire sur la place du Concert.

- L'école des beaux-arts de Lille faisait face au conservatoire jusqu'en 1964 et se prolongeait dans la Rue Alphonse Colas (du nom de l'un de ses enseignants en peinture, Alphonse Colas).